# Membraanreceptor

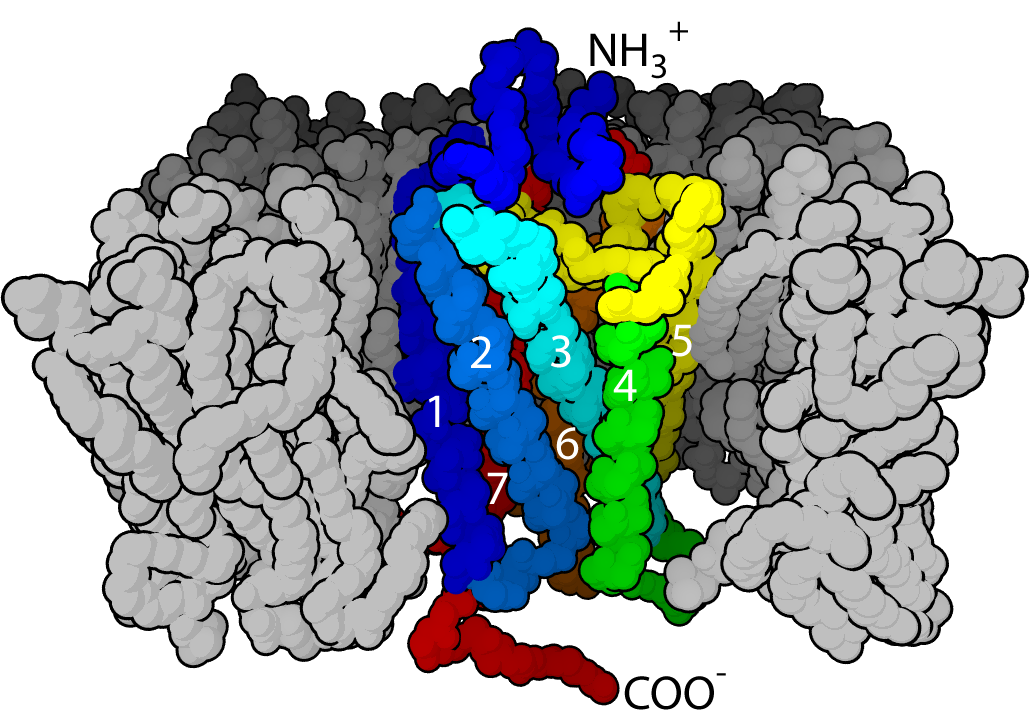
Een membraanreceptor met zeven alfa-helixen in het hydrofobe domein.

Membraanreceptoren of transmembraanreceptoren zijn eiwitten die zich in het celmembraan bevinden en zowel externe als interne signalen kunnen doorgeven. Extracellulaire signaalmoleculen binden aan de receptor die vervolgens een structurele verandering ondergaat en intracellulaire moleculen activeert. Dit proces wordt signaaltransductie genoemd.
De signaalmoleculen die binden aan dit type receptor zijn over het algemeen zodanig van grootte of hydrofobiciteit dat zij niet door de celmembraan kunnen diffunderen.